# Мухаммад Башир Исмаил аш-Шишани
Мухаммад Башир Исмаил аш-Шишани (род. 1933 год, Зарка, Иордания) — генерал-майор иорданской армии. В 51-м вступил в Иорданскую Армию. Бывший министр сельского хозяйства и бывший мэр столицы Иордании. По национальности чеченец.

## Биография
Родился в городе Зарка, Иордании в 1933.
Изучал военное дело в Пакистане. В 1963 году создал первое иорданское парашютное подразделение. В 1964 году присоединился к объединённому арабскому командованию в Египте. Был повышен до командования пехотной Бригадой. В сер 60-х Башир создает первое подразделение военной безопасности, позже стал Директором военной разведки Иордании.
В 1971 году командовал Таск Форс (Сил Специального Назначения). В середине 70-х годов продолжил военное обучение в — Королевском Колледже Обороны в Лондоне и уже через год стал заместителем Шефа Штаба, после назначения Бригадным Генералом. В том же году, ушел в остановку, по собственному желанию.
Мухаммад Башир аш-Шишани за время своей карьеры занимал много значимых постов. Помимо должностей министра сельского хозяйства и мэра Аммана, он возглавлял военную разведку Иордании, войска пехоты, союз военных ветеранов и др.
Мухаммед Башир Исмаил, командир первого в королевстве парашютно-десантного батальона, который дослужился до должности заместителя начальника Генерального штаба. Уже будучи он занимал посты министра сельского хозяйства и мэра Аммана.
После событий сентября 1970 года Амман, взяв курс на «иорданизацию» всей военной структуры, уволил в запас офицеров, имеющих палестинское происхождение. Согласно негласной, но весьма конкретной установке, в армии Иордании, системах безопасности и МВД, а также в военных судах количество офицеров-палестинцев в звании выше капитана не должно превышать 10 процентов.

## Покушение
На Мухаммада Башира в конце декабря 2018 года . Ночью, пока 84-летний Мухаммад спал, к нему в дом в Зарке ворвался незнакомец и стал избивать его в собственной кровати. Нападавший удары наносил битой — по голове, глазам, всему лицу. И скрылся, ничего из дома не украв.
Мухаммад с тяжелыми травмами был доставлен в больницу. По настоянию Набиля аш-Шишани который является депутатом в больницу к Мухаммаду Баширу была приставлена вооруженная охрана.
В 29 декабря 2018 года полиция сообщила о задержании подозреваемого. Полиция не раскрывает его личность приступника единственное, что пишут о нем иорданские СМИ — мужчина ранее привлекался к ответственности за алогичные преступления.

## Семья
Женат, имеет четверо детей.